# Monika Sozanska

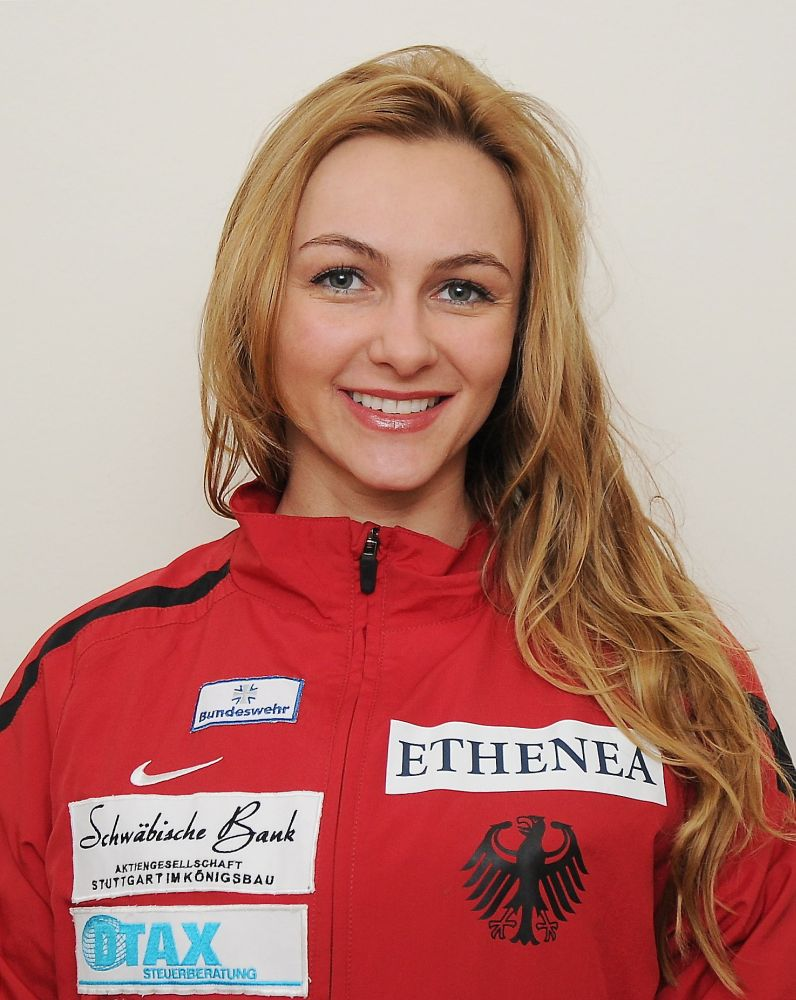
Monika Sozanska 2014

Monika Sozanska (* 13. März 1983 in Bolesławiec, Polen) ist eine deutsche Degenfechterin.

## Leben
Die Familie von Monika Sozanska wanderte 1994 von Polen nach Weinstadt aus. Nach einem Umzug nach Schorndorf besuchte sie dort das Wirtschaftsgymnasium. 2003 legte sie das Abitur ab und begann ein Studium der Kunstgeschichte an der Universität Stuttgart. 2005 brach sie dieses Studium ab und begann an der Berufsakademie Heidenheim ein Studium der Fachrichtung „Medienwirtschaft und Dienstleistungsmanagement“, das sie als Diplom-Ökonomin abschloss. Zusätzlich erlangte sie an der University of London einen Bachelor of Arts.
Monika Sozanska begann 1994 mit dem Florettfechten und ging dann zum Degenfechten über. Sie erzielte zunächst regionale Erfolge, in den Jugendklassen auch nationale Erfolge in Polen und Deutschland. Im Jahr 2002 errang sie mit der polnischen Juniorennationalmannschaft bei den Juniorenweltmeisterschaften in Antalya den fünften Platz.
Von 2004 bis 2013 startete Monika Sozanska in der Altersklasse „Aktive“ für den Heidenheimer Sportbund 1846 und trainierte im Fechtzentrum Heidenheim, ihr Trainer war ihr Vater Piotr Sozanski. Von August 2013 bis Ende 2016 startete sie für den Fechtklub Leipzig. Ab 2017 startete sie für den Fechtclub Offenbach.
Sie war Sportsoldatin (Unteroffizier in der Sportfördergruppe der Bundeswehr in Mainz, später Oberfeldwebel) und ab 2005 Mitglied der deutschen A-Nationalmannschaft. Ihr Waffenarm ist rechts. Im Oktober 2020 gab sie ihr Karriereende bekannt.
2017 gründete Monika Sozanska das Label „Mosiks“, wo sie ihre eigene Schmuckkollektion kreiert. Sie arbeitet auch als Fechttrainerin und als Fotomodel.
Monika Sozanska lebt in Heidenheim an der Brenz und in Schorndorf.

## Erfolge
2012 nahm sie an den Olympischen Sommerspielen London teil und belegte den zehnten Platz und mit der Mannschaft den fünften Platz. Weitere Medaillenerfolge sind:

### Einzelerfolge
2005
- Gold: Weltcup Saint-Maur
- Silber: Weltcup Sydney
- Bronze: Deutsche Meisterschaften
- Bronze: Weltcup Athen

2006
- Silber Deutsche Meisterschaften

2007
- Silber: Deutsche Meisterschaften
- Bronze: Weltcup Sydney
- Bronze: Weltcup Tauberbischofsheim
- 1. Platz: Backnanger Degen in Backnang
- 2. Platz: Internationales Qualifikationsturnier in Bochum

2008
- Bronze: Deutsche Meisterschaften
- Bronze: Grand Prix Montreal

2009
- Silber: Deutsche Meisterschaften
- Bronze: Weltcup Tauberbischofsheim
- Bronze: Weltcup Havanna

2010
- Silber: Grand Prix Weltcup Budapest
- Bronze: Weltcup Sydney
- Bronze: Weltcup Havanna
- Bronze: Deutsche Meisterschaften

2011
- Silber: Weltcup Havanna

2012
- Silber: Weltcup Havanna
- Bronze: Europameisterschaften Legnano
- Bronze: Deutsche Meisterschaften

2013
- Bronze: Weltcup Rio de Janeiro

2014
- Bronze: Weltcup Doha

2018
- 1. Platz: Internationales Turnier Mannheim[7]

### Mannschaft
2004
- Gold: Deutsche Meisterschaften Halle

2005
- Gold: Weltcup Tauberbischofsheim
- Bronze: Weltmeisterschaften Leipzig
- Silber: Deutsche Meisterschaften
- Bronze. Weltcup Barcelona

2006
- Silber: Deutsche Meisterschaften
- Bronze: Grand Prix Worldcup Sydney

2007
- Silber: Deutsche Meisterschaften
- Silber: Grand Prix Barcelona

2008
- Gold: Grand Prix World-Cup Budapest
- Silber: Europameisterschaften Kiew
- Bronze: Weltmeisterschaften Peking
- Bronze: Grand Prix World-Cup Rom
- 3. Platz: Gesamtweltcup

2009
- Gold: Weltcup Rom
- Bronze: Weltmeisterschaften Antalya

2010
- Silber: Weltmeisterschaften Paris
- Gold: Grand Prix Montreal
- Gold: Grand Prix Nanjing
- Silber: St. Maur

2011
- Gold: Deutsche Meisterschaften

2012
- Gold: Deutsche Meisterschaften

2015
- Bronze: Weltcup Buenos Aires